# Drohe
Drohe ist ein Ortsteil der Gemeinde Wrestedt (Samtgemeinde Aue) im niedersächsischen Landkreis Uelzen.

## Geografie und Verkehrsanbindung
Der Ort liegt östlich des Kernortes Wrestedt und südöstlich der Kreisstadt Uelzen.
Am östlichen Ortsrand fließt die Esterau, westlich verläuft der Elbe-Seitenkanal.

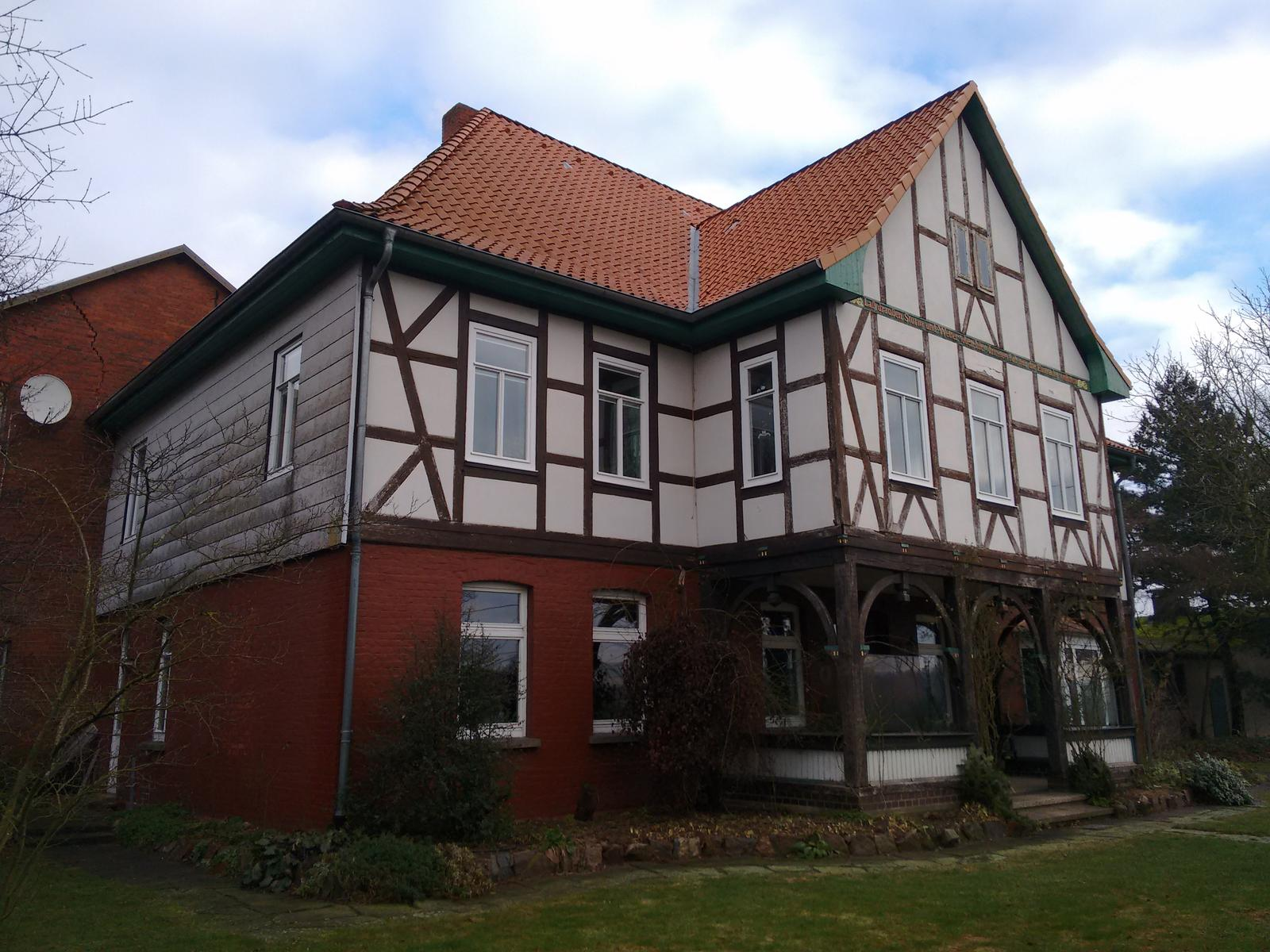
Vorlaubenhaus

Nördlich liegt das Naturschutzgebiet Droher Holz.
Die B 71 verläuft nördlich. Eine Haltestelle bietet die Möglichkeit, Kraftomnibusse des ÖPNVs zu besteigen.